# Male Žablje
Male Žablje – miejscowość w Słowenii w gminie Ajdovščina.